# Angel – Jäger der Finsternis
Angel – Jäger der Finsternis (Originaltitel: Angel) ist ein Ableger (Spin-off) der populären US-amerikanischen Fernsehserie Buffy – Im Bann der Dämonen. Nach dem Ende der dritten Staffel von Buffy bekam der beseelte Vampir Angel, der eine Nebenrolle in Der Ersten Staffel, und eine Hauptrolle in den Staffeln zwei und drei von Buffy hatte, seine eigene Serie. In den USA lief Angel vom 5. Oktober 1999 bis 19. Mai 2004 auf The WB, ProSieben strahlte die Serie ab Januar 2001 in Deutschland aus.
Zudem wurde sie nach der 5. Staffel als Comic unter dem Namen Angel After The Fall fortgesetzt. Im Deutschen erscheinen die Comics unter dem Titel Angel Nach dem Fall. Erdacht wurde sie von Buffy-Erfinder Joss Whedon und David Greenwalt.

## Handlung

### Staffel 1: Los Angeles, Die Shanshu–Prophezeiung
Handlungsort der Serie ist Los Angeles, wohin es Angel nach seinem Abschied aus Sunnydale verschlagen hat. Bereits in der ersten Folge trifft er auf eine alte Bekannte, Cordelia Chase, die in L.A. ihrem alten Traum von der Schauspielkarriere erfolglos hinterherjagt. Außerdem wird ihm von dem Halbdämonen Doyle geholfen, der durch seine Visionen Angels Kontakt zu den Mächten der Ewigkeit ist. Angel dient den Mächten, um die Sünden, die er ohne Seele beging, zu sühnen. Bevor Doyle im Kampf gegen eine faschistoide Dämonengruppe, die alles Nichtdämonische vernichten will, stirbt, gehen seine Visionen durch einen Kuss auf Cordelia über. Im Verlauf der ersten Staffel gesellt sich dann mit Wesley Wyndam–Pryce, Buffys letztem Wächter, ein weiterer Charakter aus Sunnydale zu den beiden. Mit der Detektiv–Agentur Angel Investigations nimmt sich dieses ungleiche Trio der Schattenseiten von Los Angeles an, getreu dem Motto ihrer Visitenkarte: We help the helpless („Wir helfen den Hilflosen“). Häufig kommt es dabei zum Kampf mit Dämonen, deren menschlichen Helfern, insbesondere der mit dem Teufel verbündeten Anwaltskanzlei Wolfram & Hart, und anderen übernatürlichen Erscheinungen. Am Ende der Staffel erfährt Angel von der Shanshu–Prophezeiung, die besagt, dass ein „Vampir mit Seele“ eine entscheidende Rolle in der Apokalypse spielen wird, wonach er – gemäß Wesleys Interpretation der Prophezeiung – wieder zum Menschen wird. Dadurch hat Angel endlich ein Ziel vor Augen, für das es sich zu kämpfen lohnt.

### Staffel 2: Darla & Angel, Die Dimension Pylea
Am Ende der ersten Staffel holt Wolfram & Hart Darla zurück von den Toten, die Vampirin, die vor über 200 Jahren Angel zu einem Vampir machte. Nach ihrer Rückkehr ist Darla ein gewöhnlicher Mensch und im Begriff zu sterben, da sie zum Zeitpunkt ihrer Verwandlung eine Syphiliserkrankung im Endstadium hatte. Wolfram & Hart „retten“ sie allerdings, indem sie sie von Drusilla wieder in einen Vampir verwandeln lassen. Angel, der gerade versucht, Darla zum „Guten“ zu bekehren, ist schockiert. Er verlässt sein Team, um einen brutalen Rachefeldzug gegen die beiden Vampire und die Kanzlei zu starten, in dessen Verlauf er keine Rücksicht auf menschliches Leben nimmt und kurz davor steht, erneut auf die Seite des Bösen gezogen zu werden. Doch obwohl er mit Darla schläft, verliert er, entgegen seiner Erfahrung in Buffy, seine Seele nicht (allerdings nur, weil er den einst mit Buffy erlebten Moment des vollkommenen Glücks, laut eigener Aussage, mit Darla nicht erlebte), schafft die Wende und kehrt zu seinem Team zurück. In der Nacht wird, wie man später erfährt, ihr Sohn Connor gezeugt.
Zum Ende der Staffel besteht Angels Team neben Wesley und Cordelia aus dem gutmütigen Dämon Lorne und dem Straßenkämpfer Charles Gunn, der sich nach dem Tod seiner Schwester, die von Vampiren verwandelt worden war und die er selbst pfählen musste, Angels Team angeschlossen hat. Cordelia verschlägt es versehentlich nach Pylea, eine Dimension, die der mittelalterlichen Erde ähnelt, wo allerdings Menschen als Sklaven der herrschenden Dämonenrasse gehalten werden. Angel und sein Team begeben sich ebenfalls in diese Dimension und retten Cordelia. Gemeinsam mit der entlaufenen Sklavin Fred, einer verschollenen Studentin, die in Pylea an den Rand des Wahnsinns getrieben wurde, kehren sie in die eigene Dimension zurück. Ihr Rückkehrglück wird von der Nachricht von Buffys Tod allerdings erheblich getrübt.

### Staffel 3: Sahjhan & Der Vampirjäger Holtz
Zu Angels großer Überraschung taucht Darla, hochschwanger mit dem von ihm gezeugten Kind, wieder bei ihm auf. Durch die Symbiose mit diesem entwickelt sie menschliche Gefühle. Nachdem feststeht, dass das Kind nicht auf normalem Weg geboren werden kann, tötet sie sich selbst und schenkt so Angels Sohn das Leben. Kurz darauf wird dieser von Wesley entführt, der von einer alten (aber manipulierten) Prophezeiung erfährt, nach der Angel seinen Sohn töten wird. Allerdings kann Wesley den Jungen nicht in Sicherheit bringen, da er bei einem Überfall schwer verletzt wird und infolgedessen das Kind an den Vampirjäger Holtz verliert. Dieser ist Angels Erzfeind aus alten Zeiten: nachdem Angelus seine gesamte Familie ausgelöscht hat, hat Holtz ihm vor Jahrhunderten Rache geschworen. Durch einen Pakt mit dem Dämonen Sahjhan hat Holtz die lange Zeit quasi als Statue überstanden und führt nun seinen Rachefeldzug gegen Angel fort. Sahjhan wiederum war für die Manipulation der Prophezeiung verantwortlich, da diesem durch eine wirkliche Prophezeiung bekannt ist, dass er einmal von Angels Sohn Connor getötet wird. Da Holtz Connor in eine Höllendimension entführt hat, in die man ihm nicht folgen kann und aus Rache für den Verlust seines Sohnes, versucht Angel Wesley zu töten.
Cordelia leidet während dieser Staffel zunehmend unter starken Kopfschmerzen während und nach ihren Visionen, die sie nur durch starke Schmerzmittel bekämpfen kann. Den anderen Mitgliedern verschweigt sie dies allerdings, bis sie eines Tages nach einer Vision ins Koma fällt. Sie wird vor eine schwerwiegende Entscheidung gestellt, wobei sie sich letztlich dafür entscheidet, in eine Halbdämonin verwandelt zu werden, um so die Visionen schmerzlos ertragen und Angel mit ihren Kräften weiterhin behilflich sein zu können.
Am Ende der Staffel kehren Holtz und Connor aus der Höllendimension zurück. Da die Zeit für sie schneller verlief, ist Holtz mittlerweile sehr alt und Connor ein Teenager, der durch das (Überlebens–)Training in der anderen Dimension erstaunliche Fähigkeiten und Kräfte erlangt hat. Holtz lässt sich von seiner Mitstreiterin Justine töten und zwar so, dass es aussieht, als sei er von einem Vampir gebissen worden. Justine macht gegenüber Connor Angel für den Tod seines Ziehvaters verantwortlich, weswegen dieser versucht, wie von Holtz geplant, Angel umzubringen. Aber statt ihn zu töten, stellt Connor Angel eine Falle und versenkt ihn in einer Kiste im Meer, wo der unsterbliche Vampir bis in alle Ewigkeit gefangen bleiben soll. Cordelia, die auf dem Weg zu Angel ist, um ihm ihre Liebe zu gestehen, die sich im Laufe dieser Staffel entwickelt hat, wird unterdessen in eine höhere Dimension befördert, da sie durch ihre Verwandlung in eine Halbdämonin zunehmend überirdische Kräfte entwickelt hat. Lorne setzt sich nach Las Vegas ab, womit nur noch Fred und Gunn vom Team übrigbleiben, dem Wesley nach der Entführung Connors und dem Mordversuch durch Angel ebenfalls nicht mehr angehört.

### Staffel 4: Connor & Cordelia, Angelus, Und die Dämonengöttin Jasmine
Angel ist nach wie vor auf dem Meeresboden gefangen. Wesley befreit ihn, indem er Justine dazu zwingt, ihm zu helfen. Nach seiner Trennung von Angels Team begann Wesley eine Affäre mit Lilah, einer Anwältin bei Wolfram & Hart. Angel befreit gemeinsam mit Gunn und Fred Lorne aus seiner Gefangenschaft, in die er in Las Vegas geraten ist. Als sie aus Vegas zurückkehren, finden sie die an Gedächtnisverlust leidende Cordelia, die sich in ihrer Verwirrung Connor zuwendet.
Die Apokalypse kündigt sich in dieser Staffel in Form des Beasts an, eines riesigen gehörnten Dämons, der Feuer nieder regnen lässt und die Sonne über Los Angeles verdunkelt, wodurch die Vampire die Stadt übernehmen können. Während Angel mit dem Beast kämpft, vollziehen Cordelia und Connor den Geschlechtsakt und zeugen dabei ein Kind. Nebenbei fällt dem Beast die Vertretung von Wolfram & Hart zum Opfer, deren einzige Überlebende Lilah ist. Cordelia sieht in einer Vision, dass Angelus, Angels seelenloses Selbst, etwas über das Beast weiß, während in ihrer Dimension sämtliches Wissen und Erinnerungen an es ausgelöscht wurden. Sie schlägt daher die Entfernung von Angels Seele als einzigen Weg der Rettung vor dem Beast vor. Dies wird in die Tat umgesetzt, woraufhin Cordelia den eingesperrten Angelus befreit, Lilah tötet und es Angelus anlastet. Zudem macht Angelus Anspielungen auf Ödipus in Hinblick auf Connors Situation, da Cordelia in dessen ersten Lebensmonaten die Rolle seiner Mutter ausfüllte und Connor weiterhin wiederholt versucht, seinen Vater zu töten.
Das geschwächte Restteam wird durch die aus der Schwesterserie Buffy – Im Bann der Dämonen bekannten Vampirjägerin Faith verstärkt, die aus dem Gefängnis geholt wird, in dem sie ihre Mordstrafe absitzt. Sie kann zwar das Beast nicht aufhalten, dafür aber mit einem Trick – sie injiziert sich selbst eine magische Droge und lässt sich dann von ihm beißen – Angelus außer Gefecht setzen. Diesem wird von der zu Hilfe gerufenen Hexe Willow wieder zu seiner Seele verholfen. Anschließend verlässt Willow gemeinsam mit Faith die Stadt in Richtung Sunnydale, wo die beiden, wie in der siebten Staffel von Buffy zu sehen, an der Verhinderung einer weiteren Apokalypse mitwirken.
Das Team hat mittlerweile erkannt, dass Cordelia vom Bösen besessen ist und das Beast als deren Meister befehligt hat, und Angel versucht sie zu töten, auch weil die bevorstehende Geburt einer Prophezeiung zufolge das Ende der Welt zu bedeuten scheint. Kurz bevor er sie töten kann, hat sie eine Niederkunft, bei der allerdings statt eines Kindes die Dämonengöttin Jasmine „geboren“ wird. Diese zieht die gesamte Welt in ihren magischen Bann und wird von allen, die sie sehen, verehrt, wodurch sich Harmonie und Frieden unter den Menschen ausbreitet. Allerdings „verzehrt“ sie auch Menschen, um bei Kräften zu bleiben. Dank Fred kann das Team (außer Connor) den Bann, dem es zunächst selbst erlegen war, brechen. Connor, der nie unter dem Bann stand, aber unbedingt an etwas Gutes glauben wollte, weiß nicht mehr, was Gut und Böse ist, und tötet die zuvor von ihm verehrte „Tochter“.
Wolfram & Hart bietet Angel daraufhin die Niederlassung in Los Angeles als Dankeschön für die Verhinderung des Weltfriedens, den Jasmines Herrschaft hervorgerufen hätte, an. Angel nimmt nach einigem Zögern an, allerdings lässt er als Gegenleistung das Gedächtnis des lebensmüden Connor löschen und verschafft ihm eine alternative Realität, in der er ein gewöhnliches, glückliches Leben führen kann. Auch die Erinnerung der übrigen Menschen wird so manipuliert, dass Angel der einzige ist, der Connors Geschichte kennt. Auf diese Weise kann Angel mit Wesley Frieden schließen.

### Staffel 5: Wolfram & Hart, Spike, und Der Dämonengott Illyria
Angel und sein Team übernehmen die L.A.-Niederlassung von Wolfram & Hart, wobei Angel als CEO fungiert und Wesley, Fred, Lorne und Gunn jeweils Abteilungen leiten. Cordelia liegt seit der Geburt Jasmines im Koma. Mit der Vampirin Harmony, die von Wolfram & Hart als Sekretärin angestellt wurde, und dem aus einem Amulett befreiten, mittlerweile ebenfalls beseelten Spike gesellen sich zwei weitere Charaktere aus Buffy – Im Bann der Dämonen zum Team. Die Konkurrenz zwischen Spike und Angel entflammt mehrmals aufs Neue, besonders im Hinblick auf die Shanshu-Prophezeiung, nach der ein „Vampir mit Seele“ eine entscheidende Rolle in der Apokalypse spielen wird.
Cordelia erwacht zwischenzeitlich aus dem Koma und unterstützt das Team in einem Fall, in dem der Anwalt Lindsey als Widersacher zurückkehrt. Es stellt sich allerdings heraus, dass sie eigentlich nie mehr aufgewacht, sondern im Koma gestorben ist.
Fred infiziert sich durch einen uralten Sarkophag mit einem Virus, der sie langsam sterben lässt. Wie man später erfährt, handelt es sich bei dem Sarkophag um den von Illyria, einem Dämonengott, der vor Urzeiten zu den Herrschern der Welt gehörte (den bereits in der ersten Buffy-Folge erwähnten „Old Ones“), die besiegt wurden und in ebendiesen Sarkophagen gebannt waren. Nach Freds Tod wird ihr Körper von Illyria besetzt (Okkupation).
Im Verlauf der Staffel wird immer deutlicher, dass Angel seinen inneren Kampf zu verlieren droht, da ihn seine Stellung moralisch korrumpiert, und er beim bevorstehenden Endkampf zwischen Gut und Böse womöglich auf der falschen Seite stehen wird. Die Hoffnung auf diese Entwicklung war auch der Grund, warum die Seniorpartner der Kanzlei ihm die Firma übergeben hatten. Am Ende gewinnt aber seine gute Seite erneut die Oberhand und er führt einen Plan durch, in dem die Herrscher der Unterwelt von Los Angeles, die sich im Kreis des schwarzen Dorns organisiert haben, vernichtet werden sollen. Dieses Unterfangen verläuft mit der Hilfe von Wesley, Gunn, Spike und Illyria erfolgreich; und auch Lindsey stirbt als letzter Anwalt von Wolfram & Hart durch Lorne, der ihm zwei Mal in die Brust schießt. Doch der Tod der Vertreter des Bösen in L.A. ruft die Hölle selbst auf den Plan, die eine Armee von Dämonen, Drachen und sonstigen Kreaturen schickt, um Angel und seine Helfer zu töten. In der Schlusseinstellung machen sich Angel und seine noch lebenden Freunde (Wesley starb bei der Durchführung von Angels Plan) bereit für den letzten Kampf. Gunn ist zu diesem Zeitpunkt bereits schwer verletzt.
Die Serie endete entgegen der Planungen mit einem Cliffhanger, welcher jedoch in der Comic Fortsetzung After The Fall aufgelöst wird.

## Comics
Da die fünfte Staffel entgegen ursprünglicher Planung die letzte war, endete die letzte Episode mit einem Cliffhanger.
Joss Whedon ließ, wie bei den Comics zur achten Staffel Buffy – Im Bann der Dämonen, Angel in einer sechsten Staffel wieder aufleben, um so die losen Handlungsfäden zu einem Ende zu bringen. Das erste Heft zu „Nach dem Fall“ (engl. After the Fall) wurde am 21. November 2007 in den USA vom Verlag IDW Publishing veröffentlicht. In Deutschland sind die Hefte in Sammlungen zusammengefasst. Panini Comics vertreibt diese seit dem 18. Februar 2009.

## Besetzung

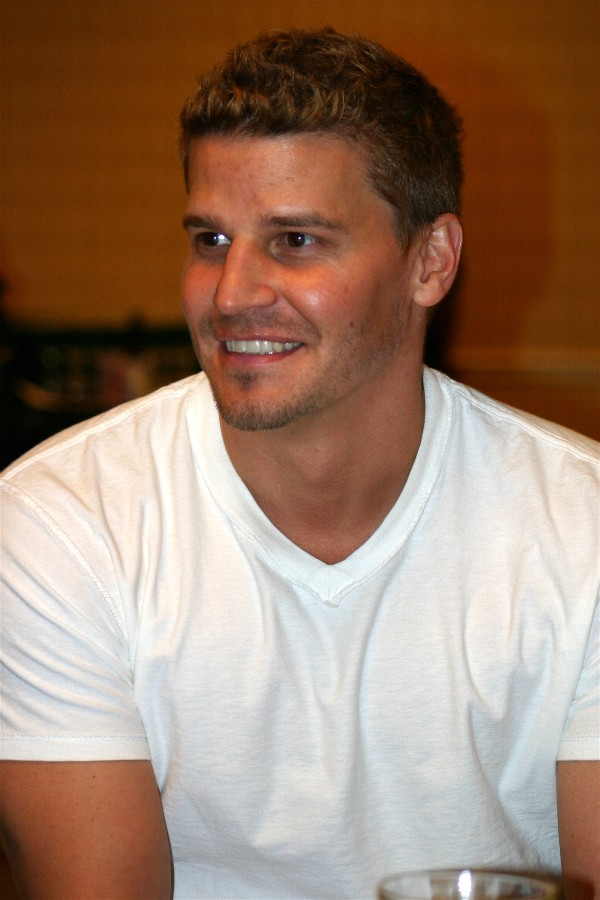
David Boreanaz spielte Angel

Die ersten beiden Staffeln wurden bei der Cinephon synchronisiert, die restlichen drei bei der Johannisthal Synchron. Martina Marx schrieb die Dialogbücher der ersten drei Staffeln, ihre Nachfolger waren Klaus Bickert und Änne Troester. Thomas Wolff führte die Dialogregie. 

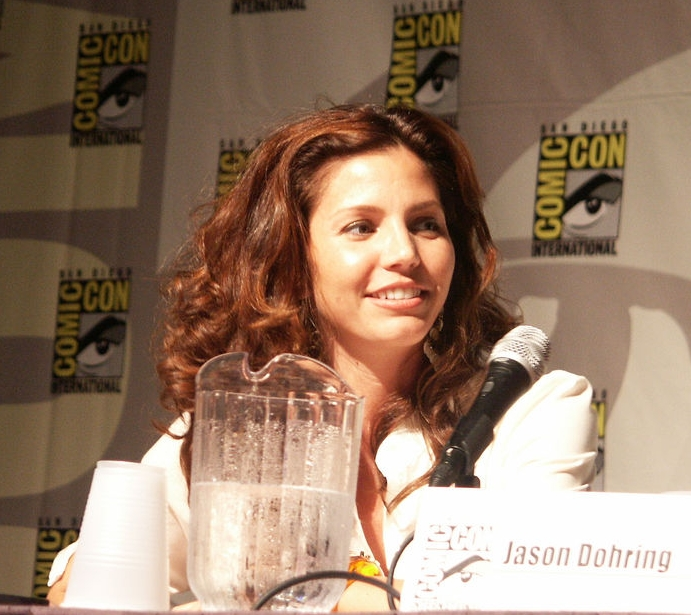
Charisma Carpenter spielte Cordelia Chase

Viele der Darsteller verkörperten die gleichen Charaktere in der Schwesterserie Buffy – Im Bann der Dämonen.

### Hauptdarsteller
| Rolle                                                                         | Schauspieler       | Synchronsprecher | Hauptrolle Staffel | Gastrolle/Nebenrolle Staffel |
| ”Angel“ / (Angelus) / Der Engelsgleiche/ Die Geißel Europas / Liam von Galway | David Boreanaz     | Boris Tessmann   | 1.01–5.22          |                              |
| Cordelia Chase                                                                | Charisma Carpenter | Schaukje Könning | 1.01–4.22          | 5.12                         |
| Allen Francis „Doyle“                                                         | Glenn Quinn        | Florian Halm     | 1.01–1.10          |                              |
| Wesley Wyndam-Pryce                                                           | Alexis Denisof     | Oliver Feld      | 1.11–5.22          | 1.10                         |
| Charles Gunn                                                                  | J. August Richards | Christian Rudolf | 2.01–5.22          | 1.20–1.22                    |
| Winifred „Fred“ Burkle / Illyria                                              | Amy Acker          | Cathlen Gawlich  | 3.01–5.22          | 2.19–2.22                    |
| Connor                                                                        | Vincent Kartheiser | Florian Knorn    | 4.01–4.22          | 3.20–3.22, 5.18, 5.22        |
| Lorne / Krevlorneswath vom Deathwok Clan / The Host                           | Andy Hallett       | Gerald Schaale   | 4.14–5.22          | 2.01–4.13                    |
| Spike / William der Blutige                                                   | James Marsters     | David Nathan     | 5.01–5.22          | 1.03, (2.07)                 |
| Harmony Kendall                                                               | Mercedes McNab     | Gundi Eberhard   | 5.17–5.22          | 2.17, 5.01–5.16              |

### Nebendarsteller
| Rolle                     | Schauspieler          | Synchronsprecher                                         | Anzahl | Informationen |
| Lilah Morgan              | Stephanie Romanov     | Viola Sauer                                              | 37     | Lilah ist Teilhaberin der Kanzlei „Wolfram & Hart“ und wird nach Holland Manners Tod Chefleiterin der Abteilung „Spezialprojekte“. Sie steht damit in direkter Konkurrenz zu Gavin Park. In Staffel 4 wird sie von Cordelia umgebracht, doch da ihr Vertrag mit Wolfram & Hart auch über ihren Tod hinaus gilt, taucht sie später als Geist aus der Hölle wieder auf, um Angel die Niederlassung von Wolfram & Hart in Los Angeles anzubieten. |
| Lindsey McDonald          | Christian Kane        | Viktor Neumann                                           | 21     | Lindsey ist ein erfolgreicher Anwalt bei Wolfram & Hart. Nach dem Tod von Holland Manners soll er dessen Nachfolger als Chefleiter für die Abteilung „Spezialprojekte“ werden, doch Lindsey tritt den Job an Lilah ab und verlässt Los Angeles. Er kommt in Staffel 5 wieder vor, wird am Ende von Staffel 5 jedoch von Lorne getötet. |
| Darla                     | Julie Benz            | Uschi Hugo                                               | 21     | Darla ist eine bekannte Vampirin aus der Serie Buffy – Im Bann der Dämonen. Sie wurde in der Buffy-Episode 1x07 von Angel getötet, aber in der Angel-Episode 1x22 von Wolfram & Hart als Mensch zurückgeholt. Da sie im 17. Jahrhundert Vampirin wurde, leidet sie an einer Syphilis-Erkrankung, die sie sich als Hure einfing. Angel sucht nach einer Lösung, doch die Krankheit ist bereits 400 Jahre und einen Monat überfällig. So holt Lindsey McDonald Drusilla nach L.A., damit diese Darla zum Vampir machen kann. Sie bringt sich in Staffel 3 um, damit Connor geboren werden kann. Sie kommt in Staffel 4 noch einmal als Geist vor, um Connor davon abzuhalten, einen Menschen zu töten. Das sollte verhindern, dass die Dämonengöttin Jasmine „geboren“ wird.     |
| Kate Lockley              | Elisabeth Röhm        | Judith Brandt                                            | 15     | Kate ist Angels Verbindungsfrau zur Polizei. Als ihr Vater jedoch von Vampiren getötet wird, macht Kate Angel dafür verantwortlich und will ihn sogar aus Wut darüber, dass Angel Faith beschützt, ins Gefängnis einsperren lassen. In Staffel 2 verliert sie ihre Stelle als Polizeibeamtin u. a. wegen Angel und mehrfachem Fehlverhalten und Missachtung der Vorschriften. |
| Gavin Park                | Daniel Dae Kim        | Frank Schaff                                             | 12     | Gavin ist ein Anwalt bei Wolfram & Hart und ersetzt den verschollenen Lindsey McDonald. Sein Handeln ist vor allem von seinem Konkurrenzkampf mit Lilah Morgan geprägt. Er wird schließlich in der vierten Staffel vom Beast umgebracht und zum Zombie transformiert. Nachdem er als Untoter von Gunn getötet wird, tritt er nicht mehr in der Serie auf. |
| Daniel Holtz              | Keith Szarabajka      | Christian Rode                                           | 11     | Holtz jagte Angel und Darla im 18. Jahrhundert durch die halbe Welt. Nachdem diese seine Familie getötet haben, holt ihn ein zeitreisender Dämon in der 3. Staffel in die Seriengegenwart, um ihm Rache zu ermöglichen. Dämonen sind seine Gehilfen, doch diese vergiftet er und ersetzt sie durch Justine. Er entführt Connor, um sich an Angel zu rächen und flieht mit ihm in eine Höllendimension. Später tötet Justine ihn auf seinen Wunsch hin, nachdem er mit Connor aus der Höllendimension entkommen ist. |
| Eve                       | Sarah Thompson        | Ulrike Stürzbecher                                       | 10     | Eve vermittelt in der fünften Staffel zwischen Angel und den Seniorpartnern. Gleichzeitig hat sie eine Beziehung mit Lindsey McDonald. Spike und Gunn vertrauen ihr nicht. |
| Groosalugg                | Mark Lutz             | Norman Matt                                              | 9      | Der Groosalugg ist ein mächtiger Krieger aus der Dimension Pylea. Priester haben verlangt, dass er sich mit Cordelia paaren soll, nachdem diese zur Prinzessin gekrönt wurde, doch er weigert sich. Schließlich verlieben sich Cordelia und Groosalugg doch ineinander und trennen sich nur schweren Herzens, als Cordelia mit ihren Freunden zurück in ihre Dimension reist. Ein halbes Jahr später taucht Groosalugg in L.A. auf, gerade in dem Moment, als Angel Cordelia seine Gefühle gestehen will. Er verlässt aber Angel und sein Team am Ende der 3. Staffel, weil er weiß, dass er bei Cordelia keine Chance hat und er sie glücklich sehen will. |
| Holland Manners           | Sam Anderson          | Lutz Riedel                                              | 8      | Holland Manners ist als Abteilungsleiter bei Wolfram & Hart einer der Hauptgegner Angels in den ersten Staffeln. Er stirbt, als Angel ihn und seine Kollegen mit den Vampiren Darla und Drusilla einschließt, womit Angel sich erstmals im Verlauf der Serie direkt am Tod eines Menschen schuldig macht. Da Manners Vertrag mit den Seniorpartnern auch über den Tod hinaus gilt, taucht er auch später nochmal auf, als Fahrstuhlschaffner zur Hölle. |
| Justine Cooper            | Laurel Holloman       | Sandra Schwittau                                         | 8      | Justine ist die Gehilfin von Daniel Holtz. Sie jagt Vampire, seit ihre Zwillingsschwester Julia ermordet wurde. Später tötet sie Holtz, damit es für Connor so aussieht, als hätte es Angelus getan. Sie versenkt zusammen mit Conner Angel als ewige Strafe im Meer, wird danach jedoch von Wesley entführt, um ihn gemeinsam zu retten. |
| The Beast                 | Vladimir Kulich       | Thomas Wolff                                             | 8      | Das Beast ist ein Wesen mit Hörnern und einer Haut aus Gestein, das aus einer Höllendimension von Jasmine auf die Erde gesandt wurde, um die Welt auf ihre Ankunft vorzubereiten. Zu seinen Taten zählt die vorübergehende Vernichtung der Wolfram & Hart-Niederlassung in L.A., sowie die Ermordung des Ra-Tet, wodurch das Sonnenlicht von der Erde verschwindet. Das Beast wird schließlich durch Angelus auf die einzig mögliche Art getötet: Mit einem Dolch aus seinen eigenen Knochen. |
| Sahjhan                   | Jack Conley           | Joachim Siebenschuh                                      | 8      | Sahjhan, ein Dämon der durch die Zeit reisen kann, erfährt von einer Prophezeiung, die aussagt, dass er von Conner getötet werden wird. Sahjhan schmiedet einen elaborierten Plan, um dies zu verhindern und verbündet sich dafür mit Holtz. In der 5. Staffel wird er jedoch tatsächlich von Connor getötet. |
| Drusilla                  | Juliet Landau         | Victoria Sturm                                           | 7      | Drusilla ist die aus Buffy bekannte Vampirin, die vor ihrer Verwandlung im 19. Jahrhundert von Angel in den Wahnsinn getrieben wurde, als dieser ihre Familie qualvoll hinrichtete. Lindsey McDonald holt in der zweiten Staffel Drusilla nach L.A., damit sie Darla, welche sonst sterben würde, zum Vampir machen kann. Nachdem Angel sie und Darla mithilfe einer Zigarette und Benzin in Brand gesteckt hat, verfallen sie unerwartet nicht zu Asche, sondern kehrten wieder nach Sunnydale zurück. |
| Knox                      | Jonathan Woodward     |                                                          | 7      | Knox ist ein Wissenschaftler, der bei Wolfram & Hart forscht. Es stellt sich heraus, dass er den Dämon Illyria’ verehrt und befreit, und somit verantwortlich für den Tod von Winifred Burkle ist. Schließlich wird er von Wesley Wyndam-Pryce erschossen. |
| Faith Lehane              | Eliza Dushku          | Carola Ewert (Staffel 1–2) Anna Carlsson (Staffel 4)     | 6      | Faith ist eine weitere aus Buffy bekannte Figur, die nach Kendras Tod berufene Jägerin. Sie wird wegen Mordes von der Polizei gesucht. Für Wolfram & Hart soll sie Angel töten, doch Faith kann es nicht und fleht Angel sogar an sie umzubringen. Schließlich geht sie freiwillig ins Gefängnis. In Staffel 4 wird sie von Wesley befreit, um im Kampf gegen Angelus und das Beast zu helfen. Sie verlässt gemeinsam mit Willow L.A. und kehrt nach Sunnydale zurück. Dort hilft sie Buffy, ihrer Clique, sowie den Anwärterinnen, den Kampf gegen das Urböse auszutragen. |
| Marcus Hamilton           | Adam Baldwin          | Walter Alich                                             | 5      | Marcus Hamilton löst Eve gegen Ende der fünften Staffel als Vermittler zu den Seniorpartnern ab. Im Gegensatz zur undurchschaubaren Eve lässt Marcus Hamilton keinen Zweifel daran, dass er zu den Bösen gehört. In der letzten Folge wird Marcus von Angel getötet. |
| Skip                      | David Denman          | Marco Kröger                                             | 4      | Skip ist ein Dämon, der für die Mächte der Ewigkeit arbeitet. Das erste Mal taucht er auf, als Angel versucht, Billy zu befreien. Skip wird später von Wesley getötet. Er war ebenfalls Cordelias Mentor, als diese zum Halbdämon wird – was sich schlussendlich als fatal für sie herausstellt. Schließlich stand er auf der Seite des Bösen und benutzte Cordelia nur als ein Werkzeug für die Höheren Mächte. |
| Willow Danielle Rosenberg | Alyson Hannigan       | Marie Bierstedt                                          | 3      | Da Willow, wie aus Buffy bekannt, eine der mächtigsten Hexen ist, wird sie mehrmals von Angel oder seinen Teammitgliedern um Hilfe gebeten, wenn diese auf dem Gebiet der Magie erforderlich ist. Das erste Mal taucht sie gegen Mitte der zweiten Staffel auf. Am Ende der Gleichen überbringt sie Angel die Nachricht von Buffys Tod. Einen wichtigen Auftritt hat sie in Staffel 4, als Angel seine Seele verliert und sie diese wiederherstellen muss. |
| Anne Steele               | Julia Lee             | Ulrike Stürzbecher (Staffel 2) Maria Koschny (Staffel 5) | 3      | Anne taucht das erste Mal als „Chantarelle“ in Sunnydale auf, wo sie sich zum Vampir machen lassen möchte. Dies wird jedoch verhindert. Später leitet sie ein Obdachlosenasyl für junge Menschen. Dort erhält sie Hilfe gegen anstürmende Polizistenzombies. Ebenfalls war sie in Buffy – Im Bann der Dämonen in Folge 3x01 zu sehen, wo sie Buffys zweiten Vornamen annimmt. |
| Buffy Anne Summers        | Sarah Michelle Gellar | Nana Spier                                               | 2      | Buffy ist die Protagonistin von Buffy – Im Bann der Dämonen. Sie lebt in Sunnydale und hatte dort eine Beziehung mit Angel. Nach ihrer Trennung zog Angel nach Los Angeles. Das erste Mal in Los Angeles ist sie in der achten Folge zu sehen. Angel wird während dieses Besuchs durch einen Dämon zum Menschen gemacht. Er macht dies mit Hilfe eines Orakels rückgängig, woraufhin nur er sich an diesen Tag erinnern kann, Buffy jedoch nicht. In einer späteren Folge folgt Buffy Faith nach L.A., als diese in Buffy mit ihr die Körper vertauscht hat und mit Riley geschlafen hat. Es kommt zum Streit zwischen Angel und Buffy, unter anderem, weil es Angel eifersüchtig macht, wenn Buffy über Riley redet. Am Ende der Folge entschuldigt sich Angel bei ihr dafür. |
| Andrew Wells              | Tom Lenk              | Sebastian Schulz                                         | 2      | Andrew war einer von Buffys Hauptgegnern in Staffel sechs von Buffy – Im Bann der Dämonen. Nachdem er ihr im Kampf gegen das Erste Böse in der letzten Staffel zur Seite stand, übernimmt er eine Funktion im neu gegründeten Wächterrat. Er hilft in der letzten Angel-Staffel Angel und Spike, als diese in Rom hinter einem Dämonenkopf und Buffy herjagen. Auf Anweisung von Buffy und gegen den Willen von Angel bringt er eine psychopathische Jägerin vor den Wächterrat, um sie zu rekrutieren. |
| Daniel „Oz“ Osbourne      | Seth Green            | Santiago Ziesmer                                         | 1      | Oz ist der aus den ersten Buffy-Staffeln bekannte Werwolf und Freund von Willow. Er war in der dritten Folge zu sehen, zum einen wegen eines Gigs in L. A. und zum anderen um Angel von Buffy den Ring von Amara zu bringen. |

## Auszeichnungen
Angel erhielt insgesamt sechs Saturn Awards, darunter 2004 den für die beste Serie auf einem Network. Für diese Kategorie war die Serie in den übrigen Jahren jeweils nominiert.